# Instituto de Matemática e Estatística da Universidade Federal de Goiás
O Instituto de Matemática e Estatística (IME) é uma unidade acadêmica da Universidade Federal de Goiás responsável pelas atividades de ensino e pesquisa da Matemática. É a maior unidade acadêmica da universidade, contando com 85 docentes ativos, sendo o responsável pela oferta de disciplinas, na área de sua competência, para todos os cursos de graduação.
Situa-se no Campus Samambaia, na região norte de Goiânia.

## História
Foi constituido em 05/09/1996 com a aprovação do Estatuto e Regimento da UFG e sua instalação deu-se em 10/10/1997, a partir da reestruturação do antigo Instituto de Matemática e Física (IMF), que se dividiu em três institutos: IME, IF e INF. O IMF foi criado em 1964 e era composto em 1996 dos Departamentos de Matemática (criado em 1971), Física (criado em 1971), Estatística e Informática (criado em 1975). Sua primeira diretora do IME foi a professora Ilka Maria de Almeida Moreira (1996-1997). O mestrado de matemática criado em 1973.